# کلاهکی
کلاهکی ابری فرعی است با گسترش اندکی افقی و به شکل کلاهک در قله ابر یا متصل به قسمت فوقانی ابر کومه‌ای که اغلب به داخل آن نفوذ می‌کند؛ ممکن است چندین کلاهک روی یکدیگر دیده شوند.